# Волтер Дональдсон
Волтер Дональдсон (англ. Walter Donaldson; 4 січня 1907 — 1973) — колишній шотландський професіональний гравець у снукер. Перший шотландський професіональний гравець у снукер. Чемпіон світу зі снукеру.
Волтер Дональдсон розпочав професіональну кар'єру вже у 16 років після того, як виграв національний чемпіонат серед юнаків. Однак свою дебютну гру на першості світу зі снукеру він провів лише на 1933 році — тоді він поступився в півфіналі Джо Девісу. Потім він пропустив ще п'ять чемпіонатів, а коли повернувся, то досяг лише чвертьфіналу. Коли почалася війна, Дональдсона призвали служити в армію.
На першому ж повоєнному чемпіонаті Волтер встановив новий рекорд за величиною серії — тепер вона становила 142 очка, і це був відмінний результат для того часу. А вже на наступній першості Дональдсон став переможцем, обігравши в фіналі Фреда Девіса з рахунком 82:63. Таким чином, Волтер став першим не англійським гравцем, якому вдавалося перемагати на чемпіонатах світу.
Він не зміг утримати титул в наступному році, поступившись Девісу-молодшому, але повернув собі перше місце у 1950-му. Потім він ще чотири рази поспіль грав у фіналах, причому у всіх вирішальних матчах йому протистояв Фред Девіс. Але більше виграти найпрестижніший турнір у світі снукеру шотландцеві так і не вдалося. Після цих невдач він сказав, що розчарований у грі та йде з професійного снукеру.
Волтер Дональдсон помер у себе вдома, в Бакінгемширі у 1973 році, але і до цього дня він є одним з найвідоміших снукеристів за всю історію гри.

## Досягнення в кар'єрі
- Чемпіонат світу переможець — 1947, 1950
- Чемпіонат світу фіналіст — 1948, 1949, 1951 — 1954